# مویدژ
مویدژ (به لاتین: Mojdež) یک منطقهٔ مسکونی در مونته‌نگرو است که در شهرداری هرتسگ نووی واقع شده‌است. مویدژ ۲۶۴ نفر جمعیت دارد.